# Кийков (село)
Кийков (укр. Кийків) — село в Золочевской городской общине Золочевского района Львовской области Украины.
Население по переписи 2001 года составляло 36 человек. Занимает площадь 0,084 км². Почтовый индекс — 80743. Телефонный код — 3265.